# ککایشی
ککایشی (به ژاپنی: 結界師) یک مجموعه مانگا ژاپنی نوشته و کشیده شده توسط یلو تانابه است. این مانگا در ژاپن توسط شوگاکوکان از سال ۲۰۰۳ منتشر، و تا ۲۰۱۱ ادامه داشت. یک مجموعه تلویزیونی انیمه ۵۲ قسمتی نیز توسط شرکت سانرایز بر اساس این مانگا ساخته شده است که از ۱۶ اکتبر ۲۰۰۶ تا ۱۱ فوریه ۲۰۰۸ پخش شد. ککایشی پنجاه و دومین جایزه مانگای شوگاکوکان را در شاخهٔ شونن در سال ۲۰۰۷ کسب کرده است.